# OFC Champions League 2016
La OFC Champions League 2015-2016, chiamata anche 2016 Fiji Airways OFC Champions League per ragioni di sponsorizzazione, fu la quindicesima edizione della massima competizione calcistica per squadre di club dell'Oceania.
Auckland City era il detentore del trofeo per il quinto anno di fila. La squadra vincente si qualificherà per la Coppa del mondo per club FIFA 2016. Entrambe le finaliste si qualificheranno per la OFC President's Cup 2016, a cui sono invitate anche due squadre appartenenti all'Asian Football Confederation.
Il trofeo è stato vinto per il sesto anno consecutivo da Auckland City, che ha sconfitto Team Wellington in una finale tutta neozelandese.
Vincendo anche questa edizione, Auckland City sono qualificati alla Coppa del mondo per club FIFA in Giappone per l'ottava volta, stabilendo così il record della competizione. Con questa vittoria, inoltre, i neozelandesi superano il Real Madrid in tornei continentali consecutivi vinti.

## Le squadre
Un totale di 15 squadre provenienti da 11 associazioni OFC hanno partecipato:
- Le quattro associazioni con i migliori risultati in OFC Champions League 2014-15 (Figi, Nuova Caledonia, Nuova Zelanda e Papua Nuova Guinea) hanno diritto a due posti nella fase a gironi
- Altre tre associazioni (Isole Salomone, Tahiti, Vanuatu) hanno diritto a un posto nella fase a gironi
- Le ultime quattro associazioni (Samoa Americane, Samoa, Tonga, Isole Cook) hanno diritto a un posto nella fase preliminare

## Programma
La fase preliminare del torneo si è svolta tra il 26 e il 30 gennaio 2016, al CIFA Academy Field a Matavera, città delle Isole Cook.
La fase finale si tenne tra l'8 e il 23 aprile 2016 al North Harbour Stadium di North Shore (Auckland), in Nuova Zelanda

## Fase preliminare
La fase preliminare prevede un girone unico formato da 4 squadre con partite di sola andata: la squadra che arriva prima è qualificata alla fase finale.
| Squadra           | Pt | PG | V | N | P | GF | GS | DR  |
| ----------------- | -- | -- | - | - | - | -- | -- | --- |
| Kiwi              | 9  | 3  | 3 | 0 | 0 | 15 | 4  | +11 |
| Tupapa Maraerenga | 6  | 3  | 2 | 0 | 1 | 17 | 3  | +14 |
| Utulei Youth      | 3  | 3  | 1 | 0 | 2 | 6  | 17 | -11 |
| Veitongo          | 0  | 3  | 0 | 0 | 3 | 3  | 17 | -14 |

| 2016 | Utulei Youth | 2 – 6 | Kiwi |  |

| 2016 | Veitongo | 0 – 7 | Tupapa Maraerenga |  |

| 2016 | Utulei Youth | 3 – 2 | Veitongo |  |

| 2016 | Tupapa Maraerenga | 1 – 2 | Kiwi |  |

| 2016 | Tupapa Maraerenga | 9 – 1 | Utulei Youth |  |

| 2016 | Kiwi | 7 – 1 | Veitongo |  |

## Fase a gruppi
La fase a gruppi si tenne dall'8 al 16 aprile a North Shore.
Il sorteggio si è tenuto il 5 dicembre 2014 nel quartier generale dell'OFC ad Auckland, in Nuova Zelanda.

### Gruppo A
| Squadra           | Pt | PG | V | N | P | GF | GS | DR |
| ----------------- | -- | -- | - | - | - | -- | -- | -- |
| Auckland City     | 9  | 3  | 3 | 0 | 0 | 9  | 2  | +7 |
| Amicale           | 6  | 3  | 2 | 0 | 1 | 7  | 3  | +4 |
| Solomon Warriors  | 3  | 3  | 1 | 0 | 6 | 5  | 11 | -6 |
| Lae City Dwellers | 0  | 3  | 0 | 0 | 0 | 5  | 10 | -5 |

| North Shore 11 aprile 2016, ore 16:30 UTC+12 | Lae City Dwellers | 0 – 3 | Amicale | North Harbour Stadium\| Arbitro: \| Averii Jacques \| |
| Arbitro:                                     | Averii Jacques    |       |         |                                                       |

| Arbitro: | Salesh Chand |

|                              |           |  |
| Zahid 21’ Tiwa 33’ Waran 88’ | Marcatori |  |

| North Shore 13 aprile 2016, ore 13:00 UTC+12 | Amicale      | 3 – 0 | Solomon Warriors | North Harbour Stadium\| Arbitro: \| Salesh Chand \| |
| Arbitro:                                     | Salesh Chand |       |                  |                                                     |

| North Shore 13 aprile 2016, ore 15:30 UTC+12 | Lae City Dwellers | 1 – 2 | Auckland City | North Harbour Stadium\| Arbitro: \| Médéric Lacour \| |
| Arbitro:                                     | Médéric Lacour    |       |               |                                                       |

| North Shore 17 aprile 2016, ore 13:40 UTC+12 | Solomon Warriors | 5 – 4 | Lae City Dwellers | North Harbour Stadium\| Arbitro: \| Médéric Lacour \| |
| Arbitro:                                     | Médéric Lacour   |       |                   |                                                       |

| North Shore 17 aprile 2016, ore 16:20 UTC+12 | Auckland City | 3 – 1 | Amicale | North Harbour Stadium\| Arbitro: \| Averii Jaques \| |
| Arbitro:                                     | Averii Jaques |       |         |                                                      |

### Gruppo B
| Squadra         | Pt | PG | V | N | P | GF | GS | DR |
| --------------- | -- | -- | - | - | - | -- | -- | -- |
| Team Wellington | 9  | 3  | 3 | 0 | 0 | 8  | 1  | +7 |
| Hekari United   | 6  | 3  | 2 | 0 | 1 | 8  | 5  | +3 |
| Suva            | 3  | 3  | 1 | 0 | 2 | 3  | 6  | -3 |
| Lössi           | 0  | 3  | 0 | 0 | 3 | 3  | 10 | -7 |

| North Shore 9 aprile 2016, ore 13:00 UTC+12 | Team Wellington | 2 – 0 | Suva | North Harbour Stadium\| Arbitro: \| Joel Hopkken \| |
| Arbitro:                                    | Joel Hopkken    |       |      |                                                     |

| North Shore 9 aprile 2016, ore 15:30 UTC+12 | Lössi       | 1 – 5 | Hekari United | North Harbour Stadium\| Arbitro: \| Nelson Sogo \| |
| Arbitro:                                    | Nelson Sogo |       |               |                                                    |

| North Shore 12 aprile 2016, ore 13:00 UTC+12 | Hekari United  | 3 – 0 | Suva | North Harbour Stadium\| Arbitro: \| Robinson Banga \| |
| Arbitro:                                     | Robinson Banga |       |      |                                                       |

| North Shore 12 aprile 2016, ore 15:30 UTC+12 | Lössi          | 1 – 2 | Team Wellington | North Harbour Stadium\| Arbitro: \| Averii Jacques \| |
| Arbitro:                                     | Averii Jacques |       |                 |                                                       |

| North Shore 16 aprile 2016, ore 13:00 UTC+12 | Suva        | 3 – 1 | Lössi | North Harbour Stadium\| Arbitro: \| Nelson Sogo \| |
| Arbitro:                                     | Nelson Sogo |       |       |                                                    |

| North Shore 16 aprile 2016, ore 15:30 UTC+12 | Team Wellington | 4 – 0 | Hekari United | North Harbour Stadium\| Arbitro: \| Salesh Chand \| |
| Arbitro:                                     | Salesh Chand    |       |               |                                                     |

### Gruppo C
| Squadra | Pt | PG | V | N | P | GF | GS | DR  |
| ------- | -- | -- | - | - | - | -- | -- | --- |
| Magenta | 9  | 3  | 3 | 0 | 0 | 9  | 2  | +7  |
| Tefana  | 6  | 3  | 2 | 0 | 1 | 15 | 5  | +10 |
| Nadi    | 3  | 3  | 1 | 0 | 2 | 5  | 12 | -7  |
| Kiwi    | 0  | 3  | 0 | 0 | 3 | 3  | 13 | -10 |

| North Shore 8 aprile 2016, ore 13:00 UTC+12 | Nadi                | 1 – 6 | Tefana | North Harbour Stadium\| Arbitro: \| Campbell Kirk-Waugh \| |
| Arbitro:                                    | Campbell Kirk-Waugh |       |        |                                                            |

| North Shore 8 aprile 2016, ore 15:30 UTC+12 | Kiwi      | 0 – 2 | Magenta | North Harbour Stadium\| Arbitro: \| Amos Anio \| |
| Arbitro:                                    | Amos Anio |       |         |                                                  |

| North Shore 11 aprile 2016, ore 13:00 UTC+12 | Magenta             | 4 – 2 | Tefana | North Harbour Stadium\| Arbitro: \| Campbell Kirk-Waugh \| |
| Arbitro:                                     | Campbell Kirk-Waugh |       |        |                                                            |

| North Shore 11 aprile 2016, ore 15:30 UTC+12 | Kiwi        | 3 – 4 | Nadi | North Harbour Stadium\| Arbitro: \| George Time \| |
| Arbitro:                                     | George Time |       |      |                                                    |

| North Shore 15 aprile 2016, ore 13:00 UTC+12 | Tefana    | 7 – 0 | Kiwi | North Harbour Stadium\| Arbitro: \| Amos Anio \| |
| Arbitro:                                     | Amos Anio |       |      |                                                  |

| North Shore 15 aprile 2016, ore 15:30 UTC+12 | Nadi         | 0 – 3 | Magenta | North Harbour Stadium\| Arbitro: \| Joel Hopkken \| |
| Arbitro:                                     | Joel Hopkken |       |         |                                                     |

### Raffronto tra le seconde classificate
| Squadra       | P.ti | G | V | N | P | GF | GS | DR  |
| ------------- | ---- | - | - | - | - | -- | -- | --- |
| Tefana        | 6    | 3 | 2 | 0 | 1 | 15 | 5  | +10 |
| Amicale       | 6    | 3 | 2 | 0 | 1 | 7  | 3  | +4  |
| Hekari United | 6    | 3 | 2 | 0 | 1 | 8  | 5  | +3  |

## Play-off
|  | Semifinali      | Semifinali      | Semifinali      |                 |               | Finale        | Finale | Finale |  |
|  |                 |                 |                 |                 |               |               |        |        |  |
|  | Auckland City   | Auckland City   | 4               |                 |               |               |        |        |  |
|  | Auckland City   | Auckland City   | 4               |                 |               |               |        |        |  |
|  | Tefana          | Tefana          | 2               |                 |               |               |        |        |  |
|  | Tefana          | Tefana          | 2               |                 | Auckland City | Auckland City | 3      |        |  |
|  |                 |                 |                 |                 | Auckland City | Auckland City | 3      |        |  |
|  |                 |                 | Team Wellington | Team Wellington | 0             |               |        |        |  |
|  | Team Wellington | Team Wellington | Team Wellington | Team Wellington | 0             | 2             |        |        |  |
|  | Team Wellington | Team Wellington |                 |                 |               |               |        |        |  |
|  | Magenta         | Magenta         | 0               |                 |               |               |        |        |  |

### Semifinali
| Arbitro: | Salesh Chand |

|                                  |           |                             |
| Lea’alafa 7’, 23’ Lewis 25’, 44’ | Marcatori | 10’ Keck 86’ (rig.) Tinorua |

| Arbitro: | Kader Zitouni |

|                  |           |  |
| Jackson 74’, 77’ | Marcatori |  |

### Finale
| Arbitro: | Averii Jacques |

| |              | |
| Lea’alafa 2’, 84’ Lewis 67’ | Marcatori    | |
| · Rivas · Iwata · Berlanga (c) · White · 82’ Bilen · 51’ Hudson-Wihongi · Kim Dae-wook · Lea’alafa · De Vries · Lewis · 86’ Moreira | Formazioni   | · Basalaj · Hobbs 60’ · Robertson (c) · Bale 90’ · Villa · Jackson · Corrales 88’ · Barcia 25’ 72’ · Feneridis 36’, 83’ · Harris 89’ · Neil |
| · 86’ Tade | Sostituzioni | · Gulley 72’ · Halpin 88’ · Bevin 89’ |
| Ramon Tribulietx | Allenatori   | Matt Calcott |